# اسرق السماء

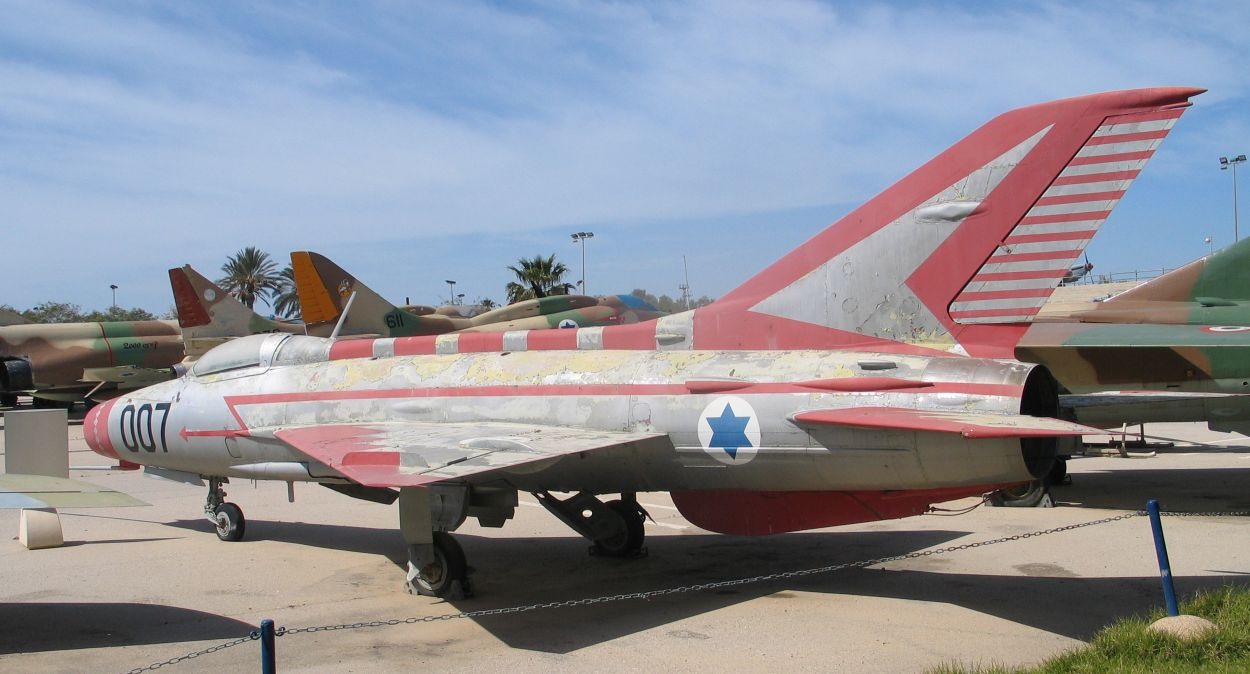
طائرة الميغ 21 التي طار بها منير روفا وهي الآن قابعة في المتحف الجوي الإسرائيلي.

اسرق السماء (بالإنجليزية: Steal the Sky) هو فيلم جاسوسية من إنتاج أيتش بي أو في 1988 ومن بطولة مارييل هيمنغواي وبين كروس وإخراج جون هانكوك. يروي فيلم قصة حقيقية عن الطيار العراقي منير روفا الذي انشق عن القوات الجوية العراقية وطار بطائرة ميغ 21 من العراق إلى إسرائيل في 1966.

## تمثيل
- مارييل هيمنغواي بدور هيلين مايسون
- بين كروس بدور منير روفا
- ساسون جاباي بدور كمال جرن

## روابط خارجية
- اسرق السماء على موقع IMDb (الإنجليزية)
- اسرق السماء على موقع Turner Classic Movies (الإنجليزية)
- اسرق السماء على موقع أول موفي (الإنجليزية)
- اسرق السماء على موقع قاعدة بيانات الفيلم (الإنجليزية)
- اسرق السماء على موقع ليتربوكسد (الإنجليزية)
- اسرق السماء على موقع كينوبويسك (الروسية)
- اسرق السماء على موقع قاعدة بيانات الفيلم (الإنجليزية)